# Aturus canadensis
Aturus canadensis är en kvalsterart som beskrevs av Herbert Habeeb 1953. Aturus canadensis ingår i släktet Aturus och familjen Aturidae. Inga underarter finns listade.